# Labropsis manabei
Labropsis manabei är en fiskart som beskrevs av Schmidt, 1931. Labropsis manabei ingår i släktet Labropsis och familjen läppfiskar. IUCN kategoriserar arten globalt som livskraftig. Inga underarter finns listade i Catalogue of Life.